# روبرت روس (مغني)
روبرت روس (بالإنجليزية: Robert Ross)‏ هو مغني أمريكي، ولد في القرن العشرين.